# Læsø Herred

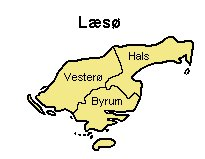
Læsø Herred

Læsø Herred was een herred die deel uitmaakte van het voormalige Hjørring Amt in Denemarken. De herred omvat het eiland Læsø in het Kattegat. In 1970 werd het toegevoegd aan de nieuwe provincie Noord-Jutland.
Læsø Herred is verdeeld in drie parochies:
- Byrum
- Hals
- Vesterø